# Tamana Zaryab Paryani
Tamana Zaryab Paryani (nascida em 1997, no Afeganistão) é uma jornalista e youtuber que luta pelos direitos das mulheres afegãs. Ela foi laureada pela BBC uma das 100 Mulheres inspiradoras do ano de 2022 por seus protestos contra o regime do Talibã. Ela faz parte de um grupo de mulheres ativistas pró-direitos humanos do Afeganistão chamado Seekers of Justice (Buscadoras da Justiça, em tradução livre). Elas organizaram a manifestação de 16 de janeiro de 2022, em Cabul, que acabou por ser o último dos protestos no Afeganistão após a retomada do poder pelo Talibã.

## Vida pessoal
Tamana Zaryab Paryani nasceu em 1997 e tem quatro irmãs e alguns irmãos. A mais nova de suas irmãs tinha 13 anos quando o Talibã as levou presas.
Durante o período em que as tropas estadunidenses controlaram o território afegão, ela se formou em Jornalismo e se candidatou à Assembleia Nacional do Afeganistão. Além disso, ela conquistou duas medalhas de ouro de fisiculturismo pelo seu país.
Após a retomada política do Talibã, ela se converteu uma ativista pelos direitos das mulheres e contra o novo regime ditatorial, fazendo parte de um grupo de mulheres ativistas chamado Seekers of Justice (Buscadoras da Justiça, em tradução livre). Elas organizaram a manifestação de 16 de janeiro de 2022, em Cabul, que acabou por ser o último dos protestos no Afeganistão após a retomada do poder pelo Talibã.
Em 2018, ela fundou a Tamana Social Cultural Organization. E em 2021, ela fundou o Liberatian women's Movement.

## Protestos contra o Talibã
Durante os 20 anos de tropas dos EUA posicionadas em território afegão (desde 2001), uma geração de mulheres recebeu educação formal desde a infância e se formou nas mais diversas áreas do conhecimento. Além de jornalistas, musicistas, empresárias e atletas, essa geração também conquistou posições como parlamentares e mesmo cargos no gabinete do governo. Essa é a geração que hoje protesta contra o retorno cultural às leis da Xaria.
Os protestos no Afeganistão iniciaram em 15 de agosto de 2021, após o colapso do governo Ashraf Ghani Ahmadzai. Esses protestos foram realizados por democratas e feministas islâmicos. Ambos os grupos são contra o tratamento dado às mulheres pelo governo talibã, considerando-o discriminatório e misógino. Apoiados pela Frente de Resistência Nacional do Afeganistão , os manifestantes também exigem descentralização, multiculturalismo, justiça social, trabalho, educação e alimentação. Houve contraprotestos pró-Talibã.
O Talibã reprimiu os protestos com violência crescente com o passar do tempo e começou a sequestrar ativistas. Essa política acabou resultando no fim gradual dos protestos, com o último em Cabul ocorrendo em 16 de janeiro de 2022.
No dia 16 de janeiro de 2022, em Cabul, capital do Afeganistão, Tamana Zaryab Paryani e outras vinte mulheres afegãs participaram de um protesto contra o assassinato e desaparecimento de diversas mulheres desde que o Talibã retomou o poder do país, após a retirada das tropas estadunidenses em agosto de 2021. Elas também protestaram pelos direitos femininos e contra o uso obrigatório da burca, a vestimenta que cobre o corpo por completo e tem uma abertura para os olhos. Como parte do protesto, uma das manifestantes usava uma burca branca manchada de vermelho, que em determinado momento foi arrancada, jogada no chão e pisoteada. Os vídeos do protesto ganharam as redes internacionais.

## As prisões
Em 19 de janeiro de 2022, Tamana Zaryab Paryani filmou a chegada do Talibã ao apartamento de sua tia, no terceiro andar de um edifício em Cabul, e enviou aos amigos, que divulgaram amplamente nas redes sociais. Quando o Talibã estava à sua porta tentanto entrar, ela gritava assustada que suas irmãs também estão na casa, pedia para que voltassem no dia seguinte e gritava por ajuda. Em um áudio posterior, Tamana explicou a situação: o Talibã havia arrombado uma primeira porta da casa e estavam prestes a conseguir arrombar também a porta interna e invadir a casa. Depois do áudio, não houve mais comunicação de Tamana. Tamana e suas quatro irmãs haviam participado das manifestações do dia 16 de janeiro.
Uma testemunha indica que ela e suas três irmãs que estavam no apartamento foram presas pelo grupo de 10 homens armados que alegavam ser membros da inteligência Talibã. Outra testemunha afirma que “O Talibã colocou correntes nos pulsos e tornozelos [das quatro irmãs] e as levou embora”. Um primo de Tamana Zaryab Paryani deu a notícia da prisão para os pais e irmãos de dela. Momento em que o pai de Tamana desmaiou e precisou ser hospitalizado.
Parwana Ibrahimkhel, Zahra Mohammadi e Mursal Ayar, outras das protestantes, também foram presas. Outra manifestante afirmou que foi agredida fisicamente pela polícia talibã, que invadiu sua casa e a “espancou severamente”. Após tentativas de novos contatos com ela, a redação do veículo que noticiou a informação, ela não foi encontrada. E agora seu paradeiro é desconhecido. Essa movimentação do Talibã levou outras protestantes a se esconderem nas casas de amigos ou parentes para não serem presas. “Quando percebemos que eles estavam invadindo nossas casas uma a uma, o restante de nós decidiu se esconder”, afirmou a manifestante Wahida Amiri, uma bibliotecária de 33 ano.
As represálias estão focadas também aos jornalistas locais e internacionais que cobrem as manifestações. Eles têm sido detidos e mesmo espancados.
Gen Mobin Khan, porta-voz da polícia do Talibã em Cabul, afirmou que o vídeo de Tamana era um drama fabricado e que “insultar os valores religiosos e nacionais do povo afegão não é mais tolerado”. Ele ainda acusou as manifestantes de difamarem os governantes talibãs apenas com o objetivo de obter asilo no exterior.
A Missão de Assistência das Nações Unidas no Afeganistão (UNAMA) entrou em contato com o Talibã em 22 de janeiro de 2022 para encontrar Tamana e Parawana. A instituição exigiu acesso às mulheres que haviam sido presas e às razões para as detenções, e também informações claras sobre o paradeiro das pessoas que estão desaparecidas; mas o Talibã não se manifestou.
Tamana Zaryab Paryani ficou presa durante um mês e, durante entrevista, explicou que filmou a invasão do Talibã à sua casa porque ela sabia que isso poderia "mostrar ao mundo como os talibãs realmente são, que tipo de grupo eles são e como procuram silenciar as mulheres à força". Após sua libertação, Tamana e suas quatro irmãs tentaram fugir do Afeganistão para o Paquistão pela fronteira de Torkham em 19 de maio de 2022, mas foram detidas pela inteligência do Talibã. As cinco mulheres conseguiram entrar no Paquistão apenas na terceira tentativa de êxodo, realizada pela fronteira de Spin Boldak em 15 de agosto de 2022, para a qual elas pagaram a atravessadores por documentos de identidade falsos e também se vestiram e agiram como mulheres tradicionalistas religiosas. Elas chegaram à Alemanha no dia 7 de julho de 2022.

## Reconhecimento
Por seu ativismo e coragem, que a fizeram símbolo internacional da luta feminina no Afeganistão, Tamana Zaryab Paryani foi laureada pela BBC uma das 100 Mulheres inspiradoras do de 2022.

## Repercussão internacional
Em busca de boas políticas e aceitação internacionais, o Talibã não promoveu nenhuma grande reforma política abertamente. Em vez disso, foi instaurando pequenos decretos e leis para reinstituir as normativas ligadas à Xaria. Segundo a diretora associada da divisão feminina da Human Rights Watch, Heather Barr, a reação violenta extremamente desproporcional do Talibã diante de 20 mulheres em pé na calçada em um protesto pacífico demonstra que eles estão com medo da repercussão internacional que essas mulheres afegãs tem alcançado.
Uma jovem afegã enviou uma carta a Angelina Jolie e ela deu voz à mensagem em suas redes sociais, e pediu para seus mais de 12 milhões de seguidores no Instagram que "acompanhem o que está acontecendo no Afeganistão, onde jovens são retiradas de suas casas à noite sob a mira de uma arma e desaparecem". A jovem afegã afirmou que "quando o Talibã prendeu duas mulheres que levantaram a voz para pedir nossos direitos e liberdade, pensei que era o fim e que talvez não pudesse mais sair ou mesmo falar porque sou mulher". Enquanto lia a carta, Angelina Jolie apresentou um carrossel de imagens com as datas e os nomes das ativistas desaparecidas, incluindo Alia Azizi, Parwana Ibrahimkhel, Mursal Ayar, Zahra Mohammadi e Tamana Zaryab Paryani e as suas três irmãs.

## Estado Islâmico
O Afeganistão voltou a ser dominado pelo Estado islâmico (mais precisamente, o Talibã) desde a retirada das tropas estadunidenses em 2021. É um regime de governo extremista baseado em preceitos religiosos do Alcorão. As leis e a cultura islâmica possuem grande impacto nos mais variados aspectos da vida de uma mulher islâmica, tais como sua educação, oportunidade de emprego, herança, casamento e justiça, entre outros.
| “ | O Afeganistão é agora o único país onde as meninas não podem frequentar a escola, com a proibição da educação formal quando atingem a idade de 12 anos. | ” |
|   | |   |

 Desde a retomada política do país pelo Talibã, ele fechou as escolas de ensino médio para meninas, pois o Islamismo restringe o acesso feminino à educação. Apesar disso, mantém o ensino fundamental e a universidade abertos às mulheres, mas proibiu certos cursos universitários para elas, tais como economia, engenharia, jornalismo, e muitas das ciências sociais e naturais. Segundo a Missão de Assistência das Nações Unidas no Afeganistão (UNAMA), mais de um milhão de meninas afegãs foram proibidas de frequentar a escola em 2021. O que afeta diretamente inclusive a atuação profissional feminina no país. "O Talibã proibiu as mulheres de trabalhar na maioria das instituições governamentais, forçando muitas a deixar seus empregos. Em alguns casos, as mulheres foram instruídas a selecionar um parente do sexo masculino para substituí-las". As mulheres que mantiveram seus empregos enfrentam grandes dificuldades para chegar ao trabalho, porque o governo exige que elas estejam acompanhadas de um homem da família se quiserem se deslocar mais do que 70km. Para entender as implicações dessa norma para a vida real das mulheres afegãs, eis o exemplo de Shamsia Mahjabin (com 29 anos à época do depoimento):
| “ | Você [o Talibã] matou meu marido [em um atentado a bomba, há quatros anos], deixando-nos sem um ganha-pão. Agora você está me forçando a ficar em casa. Como posso alimentar meus filhos [e meus sogros que são idosos]? | ” |

A segregação de gênero no Afeganistão vai ao ponto em que as mulheres são proibidas inclusive de frequentar parques, academias de ginástica e banheiros públicos; não podem ir a restaurantes sem estarem acompanhadas de um homem da família.
Nos dias 19 e 20 de novembro de 2022, segundo a Suprema Corte do Afeganistão, 10 mulheres e 11 homens foram chicoteados 39 vezes cada um por roubo, adultério e fuga de suas casas. Os espancamentos foram realizados depois das orações na principal mesquita da cidade de Talocan, na província de Takhar, aos olhos de residentes locais, inclusindo anciãos locais e estudiosos. Esses são os números de apenas uma cidade afegã. Outras cidades fizeram outras "chicotadas oficiais".